# Военно-технический кадетский корпус

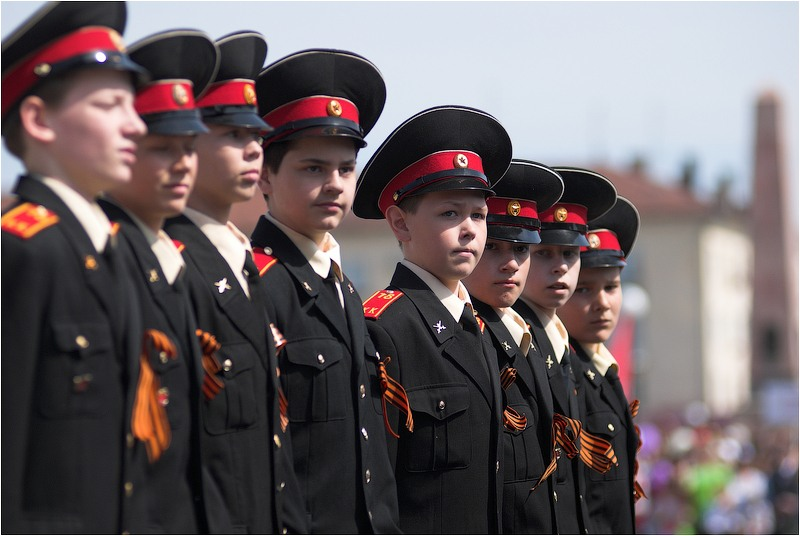
Кадеты Военно-технического кадетского корпуса на Параде в честь Дня Победы, 2010 год

Военно-технический кадетский корпус (ВТКК) — специализированное общеобразовательное военно-учебное заведение Министерства обороны Российской Федерации, существовавшее в городе Тольятти в 1997—2011 годах. ВТКК располагался на территории Тольяттинского военного технического института (ТВТИ).

## История
Военно-технический кадетский корпус сформирован согласно Указу Президента Российской Федерации от 12 июля 1996 года № 1027, приказом Министра обороны Российской Федерации от 14 сентября 1996 года № 336, и постановлением мэра г. Тольятти от 8 мая 1997 года № 499.
Военно-технический кадетский корпус подчинялся непосредственно начальнику Службы расквартирования и обустройства Министерства обороны Российской Федерации.
28 августа 1997 года Военно-техническому кадетскому корпусу было вручено Боевое знамя.
21 ноября 2011 года, примерно через год после расформирования Тольяттинского военного технического института (филиала) Военной академии тыла и транспорта имени генерала армии А. В. Хрулёва, на территории которого располагался ВТКК, ФГОУ «Военно-технический кадетский корпус Министерства обороны Российской Федерации» был ликвидирован.

## Учёба
Образовательный процесс в Корпусе осуществлялся в соответствии с образовательной программой среднего (полного) общего образования с дополнительными программами, предусматривавшими раннюю профессиональную ориентацию учеников по военно-строительным специальностям Вооружённых Сил Российской Федерации.
Срок обучения в Корпусе составлял — 3 года (9—11 классы).
Первый выпуск состоялся в 1999 году. Более 80 % выпускников продолжили своё обучение в Военном инженерно-техническом университете (Санкт-Петербург) и его Тольяттинском филиале (бывшем ТВВКИСУ), ставшим после 2004 года самостоятельным ВВУЗом — Тольяттинским военным техническим институтом (после 2008 года ТВТИ был присоединён к Военной академии тыла и транспорта имени генерала армии А. В. Хрулёва, а затем преобразован в её филиал, и в 2010 году расформирован).

## Кадеты
Для учёбы в Корпусе принимались юноши в возрасте 14—15 лет, закончившие 8 классов и удовлетворяющие требованиям профессионального отбора. Приём в Корпус проводился на конкурсной основе, однако дети-сироты и дети без попечения родителей принимались без экзаменов, а дети военнослужащих, погибших при исполнении служебных обязанностей, проходивших военную службу в зонах военных конфликтов, имевших общую продолжительность военной службы 20 лет и более, уволенных с военной службы по достижении ими предельного возраста пребывания на военной службе, а также дети, воспитывавшиеся одним родителем-военнослужащим поступали после успешной сдачи экзаменов вне конкурса.

## Символика

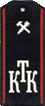
Погоны кадетов ВТКК.
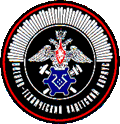
Нарукавный знак ВТКК.